# 제이미 랭건브루너
제이미 크레이그 랭건브루너(영어: Jamie Craig Langenbrunner, 1975년 7월 24일 ~ )는 미국의 은퇴한 아이스하키 선수로. 포지션은 라이트윙이다. 현역 시절 당시 내셔널 하키 리그(NHL)의 댈러스 스타스, 뉴저지 데블스, 세인트루이스 블루스에서 뛰었으며, 댈러스 소속 시절인 1999년과 데블스 소속 시절인 2003년에 스탠리 컵 우승을 차지했다. 미국 국가대표팀 선수로 활동하여 2010년 동계 올림픽에 팀의 주장으로서 대표팀의 준우승에 기여했다.